# 雷光甸
雷光甸（?—?），陝西省西安府渭南縣人，清朝政治人物、同進士出身。
光緒二十一年（1895年），参加光緒乙未科殿試，登進士三甲174名。同年五月，以主事分部学习。
曾官甘肃伏羌知县。